# Лав Равдух
Лав Равдух (грчки: Λέων Ῥαβδοῦχος) је био византијски стратег Драча из прве четвртине 10. века. Носио је титуле протоспатара, магистра и логотета дрома.

## Живот и каријера
Равдух је био у родбинским везама са Македонском династијом и зет дипломате Лава Хиросфакта. Драчки стратег помиње се у 31. поглављу "Списа о народима" Константина Порфирогенита. Цар-писац бележи да је српски кнез Петар Гојниковић са бугарским царем Симеоном склопио мир и постао му кум. После смрти цара Лава, тадашњи стратег Драча, протоспатар Лав Равдух, који после тога би постављен за магистра и логотета дрома, дође у Паганију, тада у власти архонта Србије, да се састане и посаветује са архонтом Петром о извесној ствари и предмету. Љубоморан на ово, архонт Захумљана, Михаило, пријави Симеону да цар Ромеја подмићује архонта Петра да се повеже са Турцима (Мађарима) и зарати против Бугарске. У оно време била је битка код Анхијала између Ромеја и Бугара. Симеон је на Петра послао Теодора Сигрицу и Мармаја са војском. Са собом су војсковође водили Павла Брановића, сина Брана кога је Петар ослепео. Дошавши у Србију, Бугари лукаво склопе са њим кумство и под заклетвом га убеде да се са њима састане. Гојниковић је заробљен на састанку и одведен у Бугарску. У заробљеништву је умро

### Хронологија мисије Лава Равдуха
Мисија Лава Равдуха за коју Порфирогенит пише да је била у време битке код Анхијала (20. август 917.) представља основ за хронологију догађаја српске историје крајем 9. и у прве три деценије 10. века. Поједини историчари сумњају у тачност података "Списа о народима" јер се Равдух у три византијске хронике спомиње као стратег Драча око 880. године док се у писму Лава Хиросфакта, упућеном из прогонства (у коме се налазио до 913. године) патрицију Никити Мономаху, говори о Равдуху магистру и логотету дрома. На основу тога, М. Ласкарис помера мисију Лава Равдуха у време првог Византијско-бугарског рата 896-7. године. Радојчић претпоставља да је Петар у току своје владавине могао да се састане са више драчких стратега и да је Порфирогенит помешао ствари помињући Лава Равдуха. Међутим, Острогорски сматра да Равдух из времена од око 880. године може да буде један од Лавових рођака и претходника на положају драчког стратега, а да са друге стране, пошто је Лав Хиросфакт 913. године због учешћа у једној завери поново прогнан, писмо Никити Мономаху може да буде упућено и из овог другог прогонства. Прихватање Ласкарисовог датирања померило би сукобе Срба и Бугара као и борбу византијског и бугарског утицаја у Србији у време од 896-913. године када је у Византији владао апсолутни мир. Извесни детаљи упућују да је Порфирогенит имао јасну слику о времену мисије Лава Равдуха. Он пише да је Лав био стратег Драча после смрти цара Лава VI Мудрог, а одмах после његове мисије говори се о Роману Лакапину (920-944).